# Smegma

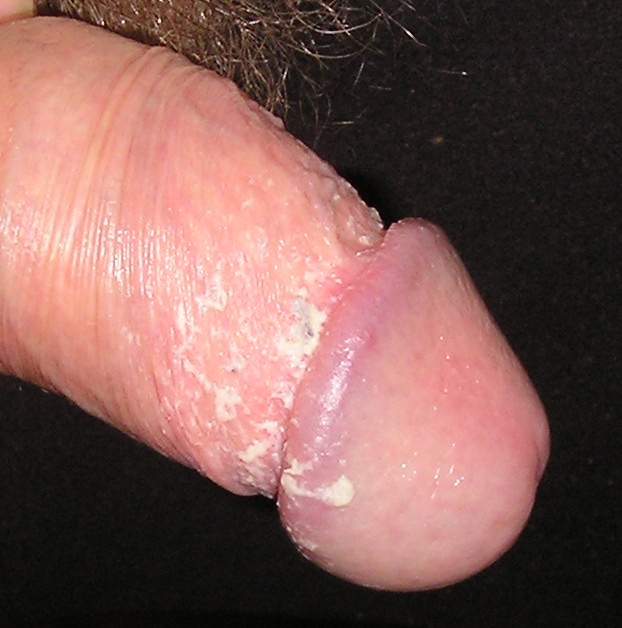
Smegma na mužském pohlavním orgánu

Smegma je produktem Tysonových žláz. Je kombinací uvolněných kožních buněk, kožních olejů a vlhkosti bílé nebo nažloutlé barvy složený převážně z odloupnutého epitelu, buněčné tkáně produktu mazových žláz pohlavního orgánu. U mužů se tvoří v předkožkovém vaku, ženám se tvoří za předkožkou klitorisu a na malých stydkých pyscích.

## Ženy
Hromadění kožního mazu v kombinaci s odumřelými kožními buňkami tvoří smegma. Smegma clitoridis je definována jako sekrece apokrinních žláz klitorisu v kombinaci s deskvamujícími epiteliálními buňkami. Žlázy, které se nacházejí kolem klitorisu, malých stydkých pysků a velkých stydkých pysků, vylučují kožní maz.
Pokud se smegma pravidelně neodstraňuje, může to vést k adhezi klitorisu, která může způsobit, že stimulace klitorisu (jako je masturbace) bude bolestivá (klitorodynie).

## Muži
U mužů smegma pomáhá udržovat žalud vlhký. Smegma je samo o sobě zcela benigní, akumulace smegmatu nicméně může způsobit podráždění a zánět, což může vést ke zvýšenému riziku výskytu (ačkoli velmi vzácné) rakoviny penisu.

## Zvířata (savci)
U zvířat ve veterinární medicíně se analýza smegmatu někdy používá k detekci patogenů urogenitálního traktu, jako je Tritrichomonas fetus. Akumulace smegmatu v koňských prepuciálních záhybech a uretrální jamce a uretrálním divertiklu může tvořit velké „fazole“ a podporovat přenos Taylorella equigenitalis, původce nakažlivé metritidy koní (pohlavní nemoc). U zvířat nelze doporučit obřízku, jako u lidí. Někteří koňští veterináři naordinovali pravidelné čištění samčích genitálií, aby se zlepšil zdravotní stav zvířete. Pro snadné a přirozené odstranění přebytečného mazu lze použít speciální tyčinky. Zvířeti se po pár dnech uleví. Známkou úlevy může být i ustupující zápach. 